# جهش طبقه مالیاتی
جهش طبقه مالیاتی به معنی افزایش ناعادلانه مالیات فرد یا شرکت و پرش او به طبقه مالیاتی بالاتر است.
در زبان انگلیسی برای این مفهوم (Bracket creep) استفاده می‌شود که معنی تحت‌اللفظی آن، یعنی «خرش طبقه» در فارسی گویا نیست.
جهش طبقه مالیاتی به وضعیتی گفته می‌شود که در آن تورم باعث می‌شود درآمد افراد به طبقات مالیاتی بالاتر برسد و در نتیجه مالیات بیشتری بپردازند، حتی اگر قدرت خرید واقعی آنها افزایش نیافته باشد. این پدیده منجر به واپس‌کشی مالی می‌شود و می‌تواند کاهش قدرت خرید افراد و کاهش انگیزه برای کار و سرمایه‌گذاری را به دنبال داشته باشد.
برای مثال، فرض کنید در یک کشور، طبقه مالیاتی اول شامل درآمد تا ۱۰ میلیون تومان با نرخ مالیات ۱۰٪ و طبقه مالیاتی دوم شامل درآمد از ۱۰ تا ۲۰ میلیون تومان با نرخ مالیات ۲۰٪ است. اگر فردی در سال اول ۹ میلیون تومان درآمد داشته باشد، ۹۰۰ هزار تومان مالیات می‌پردازد. اما اگر در سال بعد به دلیل تورم ۱۰٪، درآمد او به ۹٫۹ میلیون تومان برسد، همچنان در طبقه اول باقی می‌ماند و ۹۹۰ هزار تومان مالیات می‌پردازد. در این حالت، با وجود افزایش درآمد، قدرت خرید او کاهش یافته است زیرا درصد بیشتری از درآمد خود را به عنوان مالیات می‌پردازد.
برای جلوگیری از جهش طبقه، دولت‌ها می‌توانند طبقات مالیاتی را به‌طور منظم با توجه به نرخ تورم تعدیل کنند.